# 다류스 카스파라이티스
다류스 블라도비치 카스파라이티스(러시아어: Да́рюс Вла́дович Каспара́йтис, 리투아니아어: Darius Kasparaitis, 1972년 10월 16일~)는 러시아와 리투아니아의 아이스하키 선수로 포지션은 수비수이다. 내셔널 하키 리그(NHL)의 뉴욕 아일런더스, 피츠버그 펭귄스, 콜로라도 애벌랜치, 뉴욕 레인저스에서 활약했으며, 올림픽에 4회 참가하여 금메달 1개, 은메달 1개, 동메달 1개를 획득했다. 그는 올림픽 아이스하키 경기를 총 28회 출전하여 러시아 선수 최고 기록을 보유하고 있다.

## 국가대표팀 경력
카스파라이티스는 소련 U-18 대표팀의 일원으로 1990년 유럽 주니어 선수권 대회에 참가하면서 처음으로 국제 대회에 출전했다. 그는 6포인트(1골, 5어시스트)를 기록하여 대표팀의 금메달 획득에 기여했다. 이듬해에 1991년 세계 주니어 선수권 대회에 소련 U-20 대표팀의 일원으로 출전했다. 소련은 이 대회에서 우승했으며 카스파라이티스는 7포인트(1골, 6어시스트)를 기록했다. 1991년 8월에는 소련 성인 대표팀에 합류하여 스웨덴과의 두 번의 친선 경기에 출전했다.
카스파라이티스는 알베르빌에서 열린 1992년 동계 올림픽에서 독립국가연합팀의 일원으로 참가하여 어시스트 2개를 기록하면서 금메달을 획득했다. 1992년 올림픽 이후 러시아 국가대표팀 소속으로 활동했으며 1992년 4월 12일 스웨덴과의 친선 경기에서 러시아 대표팀 선수로 첫 경기에 출전했다. 같은 해에 카스파라이티스는 1992년 세계 선수권 대회에 참가했고 러시아 국가대표팀은 5위에 올랐다. 그는 이 대회에서 2골을 기록했고 어시스트 1개를 기록했다. 1996년에는 1996년 세계 선수권 대회와 1996년 아이스하키 월드컵에 출전하여 두 대회 모두 4위를 기록했다. 1998년에는 나가노에서 열린 1998년 동계 올림픽에 참가하여 대표팀의 은메달 획득에 기여했다.
4년 후인 2002년에 카스파라이티스는 솔트레이크시티에서 열린 2002년 동계 올림픽에 참가하면서 세 번째 올림픽에 출전했다. 그는 벨라루스와의 동메달 결정전에서 골을 넣어 러시아가 동메달을 획득하는 데 기여했다. 2년 후, 2004년 아이스하키 월드컵에 출전하여 8경기에서 2개의 어시스트를 기록했다. 2006년에 그는 마지막 자신의 마지막 올림픽인 토리노에서 개최한 2006년 동계 올림픽에 출전하여 8경기에서 2개의 어시스트를 기록했다. 러시아는 이 대회에서 4위를 차지했다.
현역 복귀 후인 2017년에 리투아니아 대표팀에 발탁되었으며 2017년 11월 10일 45세의 나이로 에스토니아와의 발트컵 경기를 통해 리투아니아 대표팀 데뷔전을 가졌다. 그는 이 경기에서 3포인트(1골, 2어시스트)를 기록했다. 이듬해인 2018년 4월 2018년 세계 선수권 대회 디비전Ⅰ B그룹에 참가하여 어시스트 2개를 기록했다. 이 대회가 카스파라이티스가 출전한 마지막 국제 대회이다.
선수 경력 동안 4개의 성인 대표팀에서 뛴 카스파라이티스는 소련 국가대표 선수로 2경기, 독립국가연합 국가대표 선수로 12경기, 러시아 국가대표 선수로 59경기, 리투아니아 국가대표 선수로 9경기 출전했다. 그는 올림픽 아이스하키 경기를 총 28회 출전하여 러시아 선수 최다 올림픽 경기 출전 기록을 보유하고 있다. 